# Jullie
Juliana Vasconcelos Póvoas (Vila Velha, 16 de abril de 1988), mais conhecida como Jullie, é uma atriz, dubladora e cantora brasileira.

## Biografia
Apesar de não ter nascido em uma família de artistas, Jullie nutriu desde a infância o sonho de ser famosa. Aos quatro anos, junto com sua prima Aline, passou a fazer pequenas apresentações aos finais de semana no Parque Moscoso, em Vitória, Espirito Santo, sua cidade Natal. Segundo ela, a primeira canção que cantou foi "Teu Olhar", da cantora sertaneja Sula Miranda. Aos cinco anos Juliana passou a fazer comerciais de televisão, além de trabalhar como modelo infantil e como reporter-mirim do programa "Escola Mágica", apresentado por Milson Henriques na TV Capixaba, então afiliada à Band. Ainda durante a infância já gravava singles para campanhas políticas com Carlos Papel e se apresentava em eventos e festivais.
| “ | Eu tive amigos na escola, brinquei como uma menina normal. Mas não era muito de descer para o playground ou a rua: sempre fui mais o tipo estudiosa. Nunca a moleca, que jogava bola e dormia direto na casa das amigas. A palavra que associo imediatamente à experiência como profissional mirim é "disciplina". | ” |

Em 1998, aos dez anos conheceu o maestro Hilton Assunção que a apresentou para a diretora da Rede Globo, Marlene Mattos, que convidou Juliana para participar de programas como Xuxa Park, Gente Inocente e Criança Esperança, onde cantava e dançava. Em 2004, começou a trabalhar como atriz, em que actuou como a versão jovem de Lia (personagem de Juliana Paes), no filme Mais Uma Vez Amor, de Rosane Svartman, além de fazer participações esporádicas no seriado Malhação. Em 2005, foi convidada para gravar sua primeira trilha sonora, a canção "Fadinha Tambelina", para o seriado Sítio do Pica-pau Amarelo. No mesmo ano, começou a trabalhar como dubladora, onde deu voz à personagens como Blair Waldorf em Gossip Girl e Katie em Ilha dos Desafios. Em 2006, atuou na segunda temporada da novela Floribella da Rede Bandeirantes, onde viveu a interesseira Ágata. Em 2008, após enviar discos demos para várias gravadoras, conseguiu um contrato com a Walt Disney Records e Deckdisc, escolhendo seu nome artístico "Jullie" para adequar-se a uma imagem mais moderna, passando a gravar seu primeiro álbum naquele mesmo ano.

### 2009–2011:Hey!e Disney Channel
Em 13 de junho de 2009, Jullie lança seu primeiro single, a canção "Alice", embalada pela renovação do pop rock brasileiro, no qual surgiram bandas como Hori e Stevens, entrando para o Hot 100 Brasil. Em 10 de setembro de 2009, é lançado seu primeiro álbum, intitulado Hey!, influenciado por cantoras como Lily Allen, Madonna, Alanis Morissette e, sua principal referência, Katy Perry, direcionado a uma postura feminista, tendo letras escritas por compositores como Sabrina Sanm e Liah, além da própria cantora. O álbum ganhou destaque com o público Jovem, Jullie também cantou a musica de fim da ano da Rede Globo de 2009 A Festa é Sua. Em agosto de 2009, a cantora apresentou o Meus Prêmios Nick, versão brasileira do Nickelodeon Kids' Choice Awards, premiação musical e televisiva relacionada aos jovens e, em outubro, passou a apresentar o Plantão Mix TV, programa direcionado a música e videoclipes. Em 5 de novembro, lançou seu segundo single, Hey!, que recebeu avaliações negativas entre os críticos, porém tendo boas críticas com seu videoclipe bem produzido, em meios como MTV e Mix TV, sendo inspirado no videoclipe Just Dance de Lady Gaga. Ainda em 2009, Jullie escolheu novos músicos que a acompanhariam em sua turnê, através de uma seleção feita pelo MySpace, onde foram escolhidos Diego Andrade, Márcio Lugó, Thiago Vinciprova e Felipe Bade, realizando pouco tempo depois da seleção de um show no Canecão, casa de espetáculos do Rio de Janeiro, no evento Sunset Rock, ao lado das bandas como Catch Side e Strike.
Em 10 de fevereiro de 2010, lançou a regravação da canção do grupo Metrô "Tudo Pode Mudar", parte da trilha sonora do seriado Malhação ID. Em 5 de março, Jullie fez uma apresentação com sua webcam através do Twitter, no Estúdio Cento e Um, cantando suas canções e covers como "I Kissed a Girl" de Katy Perry e "Paparazzi" de Lady Gaga. Em 13 de junho, a cantora gravou a segunda temporada do seriado Quando Toca o Sino, do Disney Channel, versão brasileira de As the Bell Rings, junto com a cantora americana Demi Lovato que, na ocasião, estava no Brasil em turnê. Em 2 de agosto de 2010, foi lançado o single "Eu Não Mudaria Nada Em Você", com participação do cantor americano Joe Jonas, presente na trilha sonora do filme Camp Rock 2: The Final Jam. Em 5 de outubro de 2010 a cantora foi responsável pelo show de abertura da apresentação de Emily Osment, cantora norte-americana que interpreta a personagem Lily na série Hannah Montana, do Disney Channel. No mês seguinte, novembro, Jullie cantou ao lado da banda Jonas Brothers no Rio de Janeiro. Em 2011 é convidada para integrar o elenco da segunda temporada de Quando Toca o Sino, da Disney Channel, um ano após fazer uma participação especial na série. Em 10 de agosto lança o terceiro e último single de seu primeiro álbum, a canção "Despertar" que teve um videoclipe gravado dentro do próprio seriado.

### 2012–2013:GasolinaeThe Voice Brasil
Em 14 de fevereiro de 2012 lançou seu primeiro single em inglês, "After All" com o DJ brasileiro Filipe Guerra. Participou do musical "Tudo por um Pop Star" como uma das protagonistas: Manu. No início de 2013, cantou a abertura de Pokemon Preto e Branco, "Destinos Rivais", junto com Fabio Lucindo. No dia 12 de junho de 2013 lança seu segundo EP com o single "Gasolina". No dia 22 de Junho Jullie se apresenta no "Chá da Alice". Por conta do single "Gasolina", Julie tornou-se uma das concorrentes do The Voice Brasil, na equipe da Claudia Leitte, e ganhou ainda mais prestígio do público e dos fãs, mas acabou eliminada por Gabby Moura na fase de Tira-Teima, dia 6 de Dezembro.
| Episódio                      | Canção (Artista)                     | Resultado                            | Nota(s)                                                |
| ----------------------------- | ------------------------------------ | ------------------------------------ | ------------------------------------------------------ |
| Audições às cegas,1° Episodio | "Gasolina'" (De sua própria autoria) | Claudia Leitte e Lulu Santos viraram | Escolheu Claudia Leitte como técnico                   |
| Batalhas, 7°Episodio          | ""Super Duper Love" Joss Stone       | Venceu a batalha                     | Batalha contra Carina Mennitto (pega pelo Lulu Santos) |
| Tira-Teima, 10° Episodeo      | "Os outros" Kid Abelha               | Eliminada                            | Disputa contra Gabby Moura e Débora Cidrack            |

### 2014–presente:SupernovaeConstellation
Em 9 de Setembro de 2014, Jullie lança o primeiro single do seu segundo álbum de estúdio intitulado Supernova. Já em 13 de Novembro de 2014, Jullie estrela no teatro a comédia musical 'Constellation', recheada com grandes canções americanas dos anos 1950. Conta uma história onde realidade e ficção se misturam: o voo inaugural do luxuoso avião Super Constellation G, que marcou época ao diminuir de 72 para 20 horas o tempo de viagem entre o Rio de Janeiro e Nova Iorque, é o pano de fundo do espetáculo. Jullie vive uma jovem cantora moradora de Copacabana, que participa de um concurso da Rádio Nacional cujo prêmio é uma passagem no voo inaugural. Ela divide um pequeno apartamento com a mãe e a tia, interpretada por Andréa Veiga, uma vedete do Cabaré Casablanca. O espetáculo faz temporada no Rio de Janeiro até o dia 21 de dezembro e vai para São Paulo em 2015.
Em 18 de fevereiro de 2017, lança seu segundo álbum de inéditas intitulado "Até o Sol", exclusivamente em serviços de streaming.
Diferente dos seus trabalhos anteriores, "Até o Sol" traz músicas no estilo folk, diferente do pop-rock e do pop eletrônico que ela já havia mostrado.
O primeiro single desse álbum foi lançado ainda em 2016, "Tão" é uma música mais animada, lembrando trabalhos de Sandy e Mallu Magalhães.
Em 2022, a cantora sertaneja Paula Fernandes regravou o sucesso "Gasolina", que está presente em seu álbum 11:11. A canção foi lançada em duas versões, a oficial em Pop rock country e a segunda em uma versão acústica. 
Em 2024, assumiu sua bissexualidade e o namoro com Lívia Saraiva em apresentação do musical Elas Brilham. 

## Filmografia

### Televisão
| Ano     | Título             | Personagem   | Notas                                    |
| ------- | ------------------ | ------------ | ---------------------------------------- |
| 2006    | Floribella         | Agatha       |                                          |
| 2009–10 | Plantão Mix TV     | Aresentadora |                                          |
| 2011    | Quando Toca o Sino | Laila        | Temporada 2                              |
| 2012    | Malhação           | Naomi        | Episódios: "14 de agosto–15 de setembro" |
| 2013    | The Voice Brasil   | Participante | Temporada 2                              |

### Cinema
| Ano  | Título            | Personagem  |
| ---- | ----------------- | ----------- |
| 2005 | Mais Uma Vez Amor | Lia (jovem) |

## Dublagem

### Televisão
| Ano     | Título                          | Personagem        |
| ------- | ------------------------------- | ----------------- |
| 2009–12 | Os Feiticeiros de Waverly Place | Juliet van Heusen |
| 2009-12 | Agente Especial Oso             | Guia Palm         |
| 2010–14 | Boa Sorte, Charlie              | Teddy Duncan      |
| 2015–16 | Undateable                      | Candace           |
| 2016–19 | A Guarda do Leão                | Jasiri            |
| 2019    | Feliz Natal e Tal               | Emmy Quinn        |

### Cinema
| Ano  | Título                              | Personagem   |
| ---- | ----------------------------------- | ------------ |
| 2008 | Disaster Movie                      | Amy          |
| 2011 | Lemonade Mouth                      | Olivia White |
| 2013 | Minhocas                            | Linda        |
| 2016 | Trolls                              | Poppy        |
| 2023 | Digimon Adventure 02: The Beginning | Wormmon      |

### Jogos
- D.va em Overwatch[23]
- Janna em League of Legends.
- Rena em Elsword

## Teatro
| Ano       | Título                                       | Papel                                      | Notas        |
| --------- | -------------------------------------------- | ------------------------------------------ | ------------ |
| 2003      | Festival na Insetolândia                     | Cigarra                                    |              |
| 2013-2014 | Tudo por um Pop Star                         | Manu                                       |              |
| 2014-2015 | Constellation: O Musical                     | Regina Lúcia                               |              |
| 2016      | Cinco Julias                                 | Júlia 4                                    | Participação |
| 2016-2017 | 60! Década de Arromba - Doc Musical          | Vários                                     |              |
| 2017      | Beatles Num Céu de Diamantes                 | Ela mesma                                  | Participação |
| 2017      | Chacrinha, o Musical                         | Vários                                     |              |
| 2017-2018 | Se Meu Apartamento Falasse                   | Enfermeira Sandy Kreplinski e Fran Kubelik |              |
| 2018      | O Musical da Bossa Nova                      | Vários                                     |              |
| 2018      | Tudo Ao Contrário 3 – A Cena Em Prol da Vida | Vários                                     |              |
| 2018      | A Noviça Rebelde                             | Freira Nicete e Maria                      |              |
| 2019      | Musical Nelson Gonçalves – O Amor e o Tempo  | Nelson Gonçalves                           |              |
| 2019      | Tudo Ao Contrário 4 – A Cena Em Prol da Vida | Vários                                     | Participação |
| 2019      | Bibi - Uma Vida em Musical                   | Vários                                     |              |
| 2022-2023 | Elas Brilham                                 | Ela mesma                                  |              |

## Discografia
- Hey! (2009)
- Até o Sol (2017)